# Coûts engagés
Les coûts engagés (ou coûts de structure) sont les coûts fixes d’une division de production. Ils résultent de décisions à long terme.

## Démarche de calcul des coûts engagés
Pour calculer les coûts engagés, il faut additionner :
Stock initial produits en cours (SIPC) + Matières premières utilisées + Main d’œuvre directe + Frais généraux de fabrication.
En d'autres termes, les coûts engagés regroupent les coûts de fabrication plus le stock final des produits en cours (SFPC).